# Petra Mäussnest
Petra Mäussnest (* 1967 in Esslingen am Neckar) ist eine deutsche Regisseurin.
Nach dem Studium der Sozialpädagogik an der Fachhochschule Würzburg-Schweinfurt von 1987 bis 1991, welches sie mit dem Dokumentarfilm Der Wenzel als Diplomarbeit abschloss, und einem Gaststudium an der University of Technology in Brisbane, studierte sie von 1992 bis 1997 noch Film und Medien an der Filmakademie Baden-Württemberg. Ihre Diplomarbeit war hier im Bereich Regie/Dokumentarfilm bei Thomas Schadt, Norbert Skrovanek und Helga Reidemeister der Film Hirsche mit goldenen Hufen.
Im Jahr 2023 brachte sie den Dokumentarfiilm Johnny Island heraus, der beim DOK.fest München Premiere feierte und Anfang 2025 in die deutschen Kinos kam. Darin geht es um den Lehrer Johnny, der sich aufgrund einer Lungenkrnakheit während der COVID-19-Pandemie von der Gesellschaft abschotten muss. Der Film war im VIKTOR DOK.deutsch Wettbewerb in München nominiert.

## Filmografie
- 1992: Der Wenzel
- 1997: Hirsche mit goldenen Hufen
- 1999: Die Helden vom alten Berg
- 2002: Will einmal bis zur Sonne geh’n – Juliane-Bartel-Preis 2005 (Musikdoku, Porträt der drei Rapperinnen Cora E, Brixx und Pyranja)
- 2004: Schule des Lebens (Sozialdoku, Porträt dreier Teenager, die auf eine Hauptschule für schwer erziehbare Kinder gehen)
- 2023: Johnny Island